# Mzuzu
Mzuzu (antiguamente llamada Kaningina), es la tercera ciudad más poblada de Malaui y la capital de la Región del Norte. La ciudad tiene 128.432 habitantes, más 20.000 residentes (estudiantes de la Universidad Mzuzu), y en las afueras de la ciudad viven 1,7 millones de personas. Se encuentra en el distrito de Mzimba, en el centro de una región agrícola. En los alrededores de la ciudad se cultiva té y café. El Bosque Viphya, al sur de la ciudad, es el bosque artificial más grande de África.

## Demografía
Según el censo de 2018, la gente de Tumbuka es el grupo étnico más grande de la ciudad y compone el 51,71% de la población de la ciudad. El grupo étnico minoritario más grande son los Chewa que representan el 13,51% de la población. Otros grupos étnicos menores incluyen Ngoni con 8,09% de la población, Tonga con 7,36%, Nkhonde con 4,08%, Lambya con 3,75%, Yao con 3,59%, Lomwe con 3,54%, Sukwa con 1,07%, Sena con 0,66%, Mang 'anja con 0,38%, nyanja con 0,28% y otros grupos étnicos con 2% de la población.

### Religión
Religiones en la ciudad de Mzuzu (censo de 2018):
- Iglesia Presbiteriana de África Central (28,01%)
- Católica (17,28%)
- Adventista del Séptimo Día/Bautista/Apostólico (16.27%)
- Pentecostal (6,62%)
- Anglicana (1,58%)
- Otro cristiano (22,21%)
- Musulmán (4,06%)
- Tradicional (0,1%)
- Otros (3,59%)
- Sin religión (0,28%)

La denominación religiosa más grande en Mzuzu es la Iglesia Presbiteriana de África Central con un 28,01%. La religión minoritaria más numerosa es el catolicismo con un 17,28%. Otras religiones menores incluyen la adventista del séptimo día, la bautista y la apostólica con un 16,27 % combinado, la pentecostal con un 6,62 %, la anglicana con un 1,58 %, otras denominaciones cristianas con un 22,21 %, el islam con un 4,06 %, la tradicional con un 0,1 % y otras religiones con un 3,59 %. , y sin religión con el 0,28% de la ciudad.
La ciudad se desarrolló alrededor de Tung Oil Estate de Commonwealth Development Corporation en 1947 y recibió el estatus de ciudad en 1985. El nombre proviene de una mala pronunciación de la palabra 'Vizuzu' por parte de los colonos blancos. Vizuzu son plantas que crecen a lo largo del río Lunyangwa. Estas plantas fueron vistas cerca de la actual Escuela Secundaria del Gobierno de Mzuzu, también conocida como Área 1A, donde se asentaron los plantadores de tung.

## Economía e infraestructura
El eje comercial de la región tiene producción de café, madera, frutas, leche y miel. La fabricación incluye medicamentos, cosméticos y madera. A través de la Universidad de Mzuzu, la ciudad cuenta con una mano de obra altamente calificada. Mzuzu también tiene buena tierra cultivable, pero aún está desarrollando su industria eléctrica hacia un estado suficiente y confiable. Existe una buena movilidad de capital a través de nuevos servicios bancarios. También hay pequeñas y medianas empresas ubicadas allí que brindan servicios de telecomunicaciones, cibercafés y tiendas de usos múltiples. Se pueden encontrar cadenas nacionales como Chipiku, Peoples Trading y A.C opticals. La ciudad es la sede de las empresas nacionales Mzuzu Coffee, Kentam Products Limited, Mzupaso Paints Limited y la revista Northern Life. Mzuzu tiene dos mercados principales, incluido el Mercado de Taifa, que vende frutas, ropa, teléfonos celulares, zapatos y otros productos.